# وزغ خاردار آیلائو
وزغ خاردار آیلائو (نام علمی: Leptobrachium ailaonicum) نام یک گونه از سرده قورباغه‌های بادپای شرقی است.